# بوراستان زولومیان
بوراستان سرگئی زولومیان (ارمنی: Բուրաստան Սերգեյի Զուլումյան؛ انگلیسی: Burastan Zulumyan؛ زادهٔ ۱۲ نوامبر ۱۹۵۳) زبان‌شناس، لغت‌شناس اهل ارمنستان است.

## زندگی‌نامه
وی در ۱۲ نوامبر ۱۹۵۳ در ایروان به دنیا آمد و از مدرسه موسیقی چایکوفسکی ایروان (۱۹۶۵)، دانشگاه دولتی ایروان (۱۹۷۵) و انستیتو ادبیات جهان گورکی فارغ‌التحصیل گشت. وی در انستیتو ادبیات جهان گورکی فعالیت کرده است. 

## یادداشت
1. ↑  բանասիրական գիտությունների թեկնածու
2. ↑  ՌԳԱ Մաքսիմ Գորկու անվան համաշխարհային գրականության ինստիտուտ